# پرندگان استومفالوسی
پرندگان استومفالوسی (به یونانی: Στυμφαλίδες ὄρνιθες) در اسطوره‌های یونان، پرندگان مهاجم به سواحل استومفالوس هستند.
این پرندگان به مردم ناحیه استومفالوس در آرکادیا حمله می‌بردند و با پرهای لبه فولادی خود آنان را می‌کشتند و محصولات را از بین می‌بردند. ششمین شاهکار هرکول از بین بردن این پرندگان با میله‌ای بود که از هفایستوس گرفته بود.